# Sale Island
Sale Island – niezamieszkana wyspa w Zatoce Frobishera, w Archipelagu Arktycznym, w regionie Qikiqtaaluk, na terytorium Nunavut, w Kanadzie. W pobliżu Sale Island położone są wyspy: Crimmins Island, Jenvey Island, Kudlago Island, Mair Island i Sybil Island.